# Shenouda III
Påven och patriarken Shenouda III av Alexandria, född Nazeer Gayed Roufail den 3 augusti 1923 i Asyut i Egypten, död 17 mars 2012 i Kairo, var från 1971 och till sin död påve och patriark av Alexandria och därmed ledare för den koptisk-ortodoxa kyrkan.
Påve Shenouda III hade en examen från universitetet i Kairo, och prästundervisning i den koptiska kyrkan. Den 18 juli 1954 tog han sig namnet fader Antonious el soryani och blev munk i El Souryan - "Den eviga Jungfrun Maria Theotokos kloster", vid vilket han senare prästvigdes. Under tiden som munk levde han som eremit. Efter en tid kallades fader Antonious till patriarkatet av Den helige påven Kyrillos VI av Alexandria, där påven den 30 september 1962 utsåg honom till biskop över den kristna undervisningen, och dekan över det koptiska ortodoxa teologiska universitetet, varvid Antonius antog namnet Shenouda.
Den 14 november 1971 kröntes han till påve och patriark av Alexandria, den 117:e i ordningen. I egenskap av påve och patriark lockade Shenouda III en världsomspännande tillströmning av medlemmar till den koptisk-ortodoxa kyrkan. Under denna tid utnämnde han de första biskoparna över Nordamerika, där det numera finns mer än hundra koptisk-ortodoxa kyrkor mot fyra år 1971, och likaså de första biskoparna över Australien, samt grundade de första koptiskt ortodoxa kyrkorna i Sydamerika.
Han gjorde sig känd för sin strävan att ena kyrkorna, och inbjöd 1970 till dialog mellan de olika kristna samfunden. År 1973 var påven och patriarken den förste ledaren för den koptisk-ortodoxa kyrkan som besökt Vatikanen på 1500 år. Han och påve Paulus VI författade en gemensam deklaration om kristologi under visiten.
Den 3 september 1981 tvingade Anwar Sadat honom att gå i exil i klostret Sankt Bishoi. Samtidigt fängslades åtta biskopar, tjugofyra präster och flera andra kristna. Sadat ersatte kyrkans hierarki med en kommitté med biskopar, och kallade Shenouda ”ex-påve”. Shenouda III friades den 2 januari 1985 av Hosni Mubarak, han kom tillbaka till Kairo den 7 januari, och kunde fira jul med kyrkan. Fler än tio tusen personer deltog i det årets julmässa.
I egenskap av påve var han även chefredaktör för El-Keraza Magazine, sedan 1962 den koptisk-ortodoxa kyrkans officiella tidning. Han författade 141 böcker och har översatts till flera av världsspråken.
Påve Shenouda III har under sin tid byggt koptiska kyrkor över hela världen, dessutom ordinerat biskopar i de flesta länder i världen.
Han erhöll Gaddafipriset för mänskliga rättigheter 2003.

### Noter

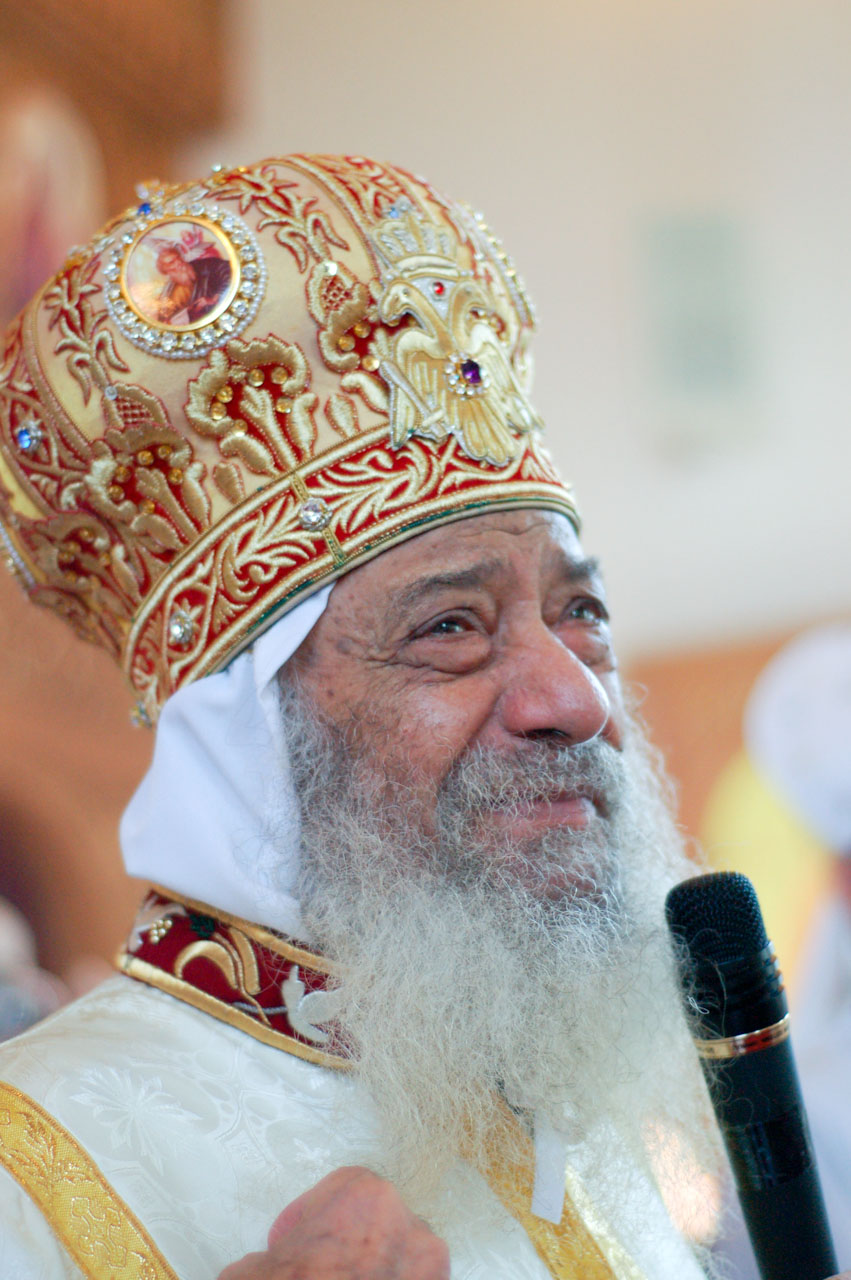
Påve Shenouda III